# Земляні роботи

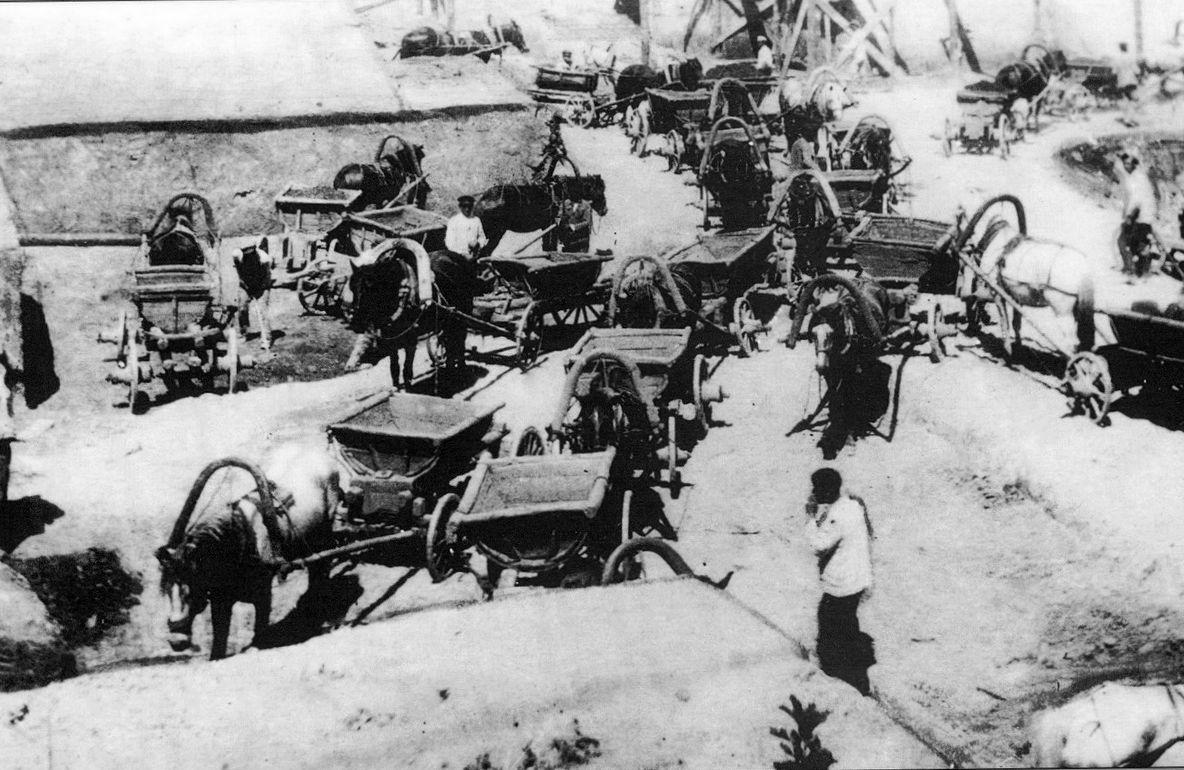
Земляні роботи будівництва Держпрому (1925)

Земляні́ робо́ти (застаріле українське — грабарство) — комплекс робіт (заходів), пов'язаних з вийманням (розробленням), переміщенням і укладанням (за потреби — з розрівнюванням та ущільнюванням) ґрунту у відвал або інше визначене місце; один з видів будівельних робіт.
Розрізняють земляні роботи:
- підготовчі — полягають у розчищенні майданчиків від чагарів, лісу, викорчовуванні пнів, зниженні рівня ґрунтових вод, осушуванні ділянки, розпушуванні твердих, мерзлих і скельних ґрунтів.
- основні — будування постійних (наприклад, земляних гребель, дамб, каналів, земляного полотна шляхів) і тимчасових (котлованів, траншей, перемичок та інших) земляних споруд, планування будівельних майданчиків, підготовка основ будинків і споруд (наприклад, закріплення і/або ущільнення ґрунтів), а також видалення земляних мас при розкритті родовищ корисних копалин.

Земляні роботи поділяють також на відкриті (на поверхні землі), підземні й підводні, що їх виконують в залежності від властивостей ґрунту механічним, гідромеханічним, вибуховим (підривні роботи), комбінованим (наприклад, механічним і гідромеханічним) та іншими способами.
З розвитком механізації більшість земляних робіт нині виконуються за допомогою машин.
Так, вдаючись до механічного (найпоширенішого) способу, застосовують землерийні і землерийно-транспорті машини (екскаватори, бульдозери, грейдери, грейдери-елеватори, канавокопачі, скрепери, струги). Для транспортування ґрунту застосовують самоскиди, автомобільні поїзди, саморозвантажувальні вагони (думпкари, гондоли), стрічкові конвеєри.
Обсяг земляних робіт визначають за креслениками земляних споруд, натурними замірами в процесі їх виконання.
У зв’язку з тим, що для проведення земляних робіт не потрібна спеціальна кваліфікація, їх також можуть виконувати некваліфіковані особи.

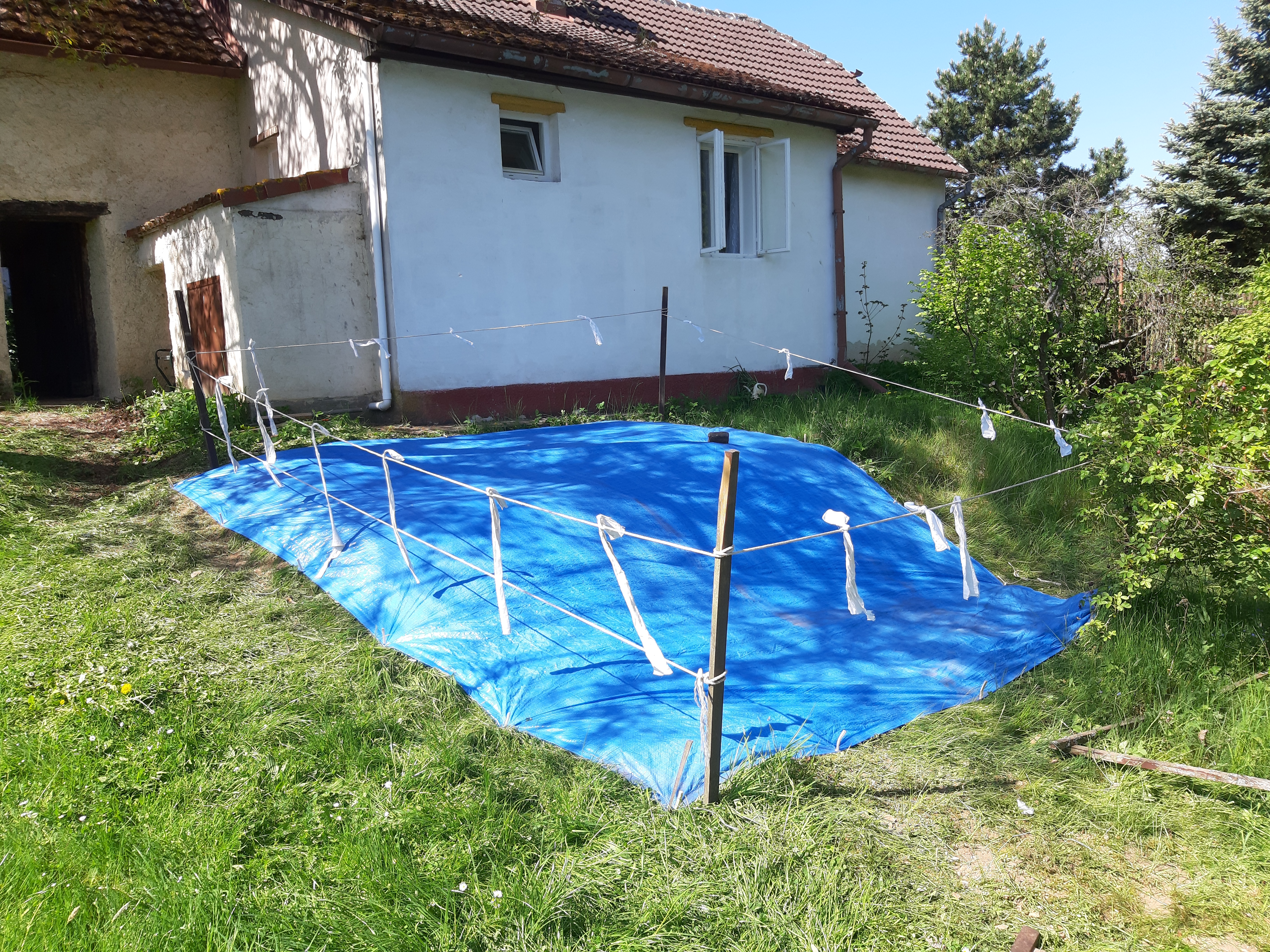
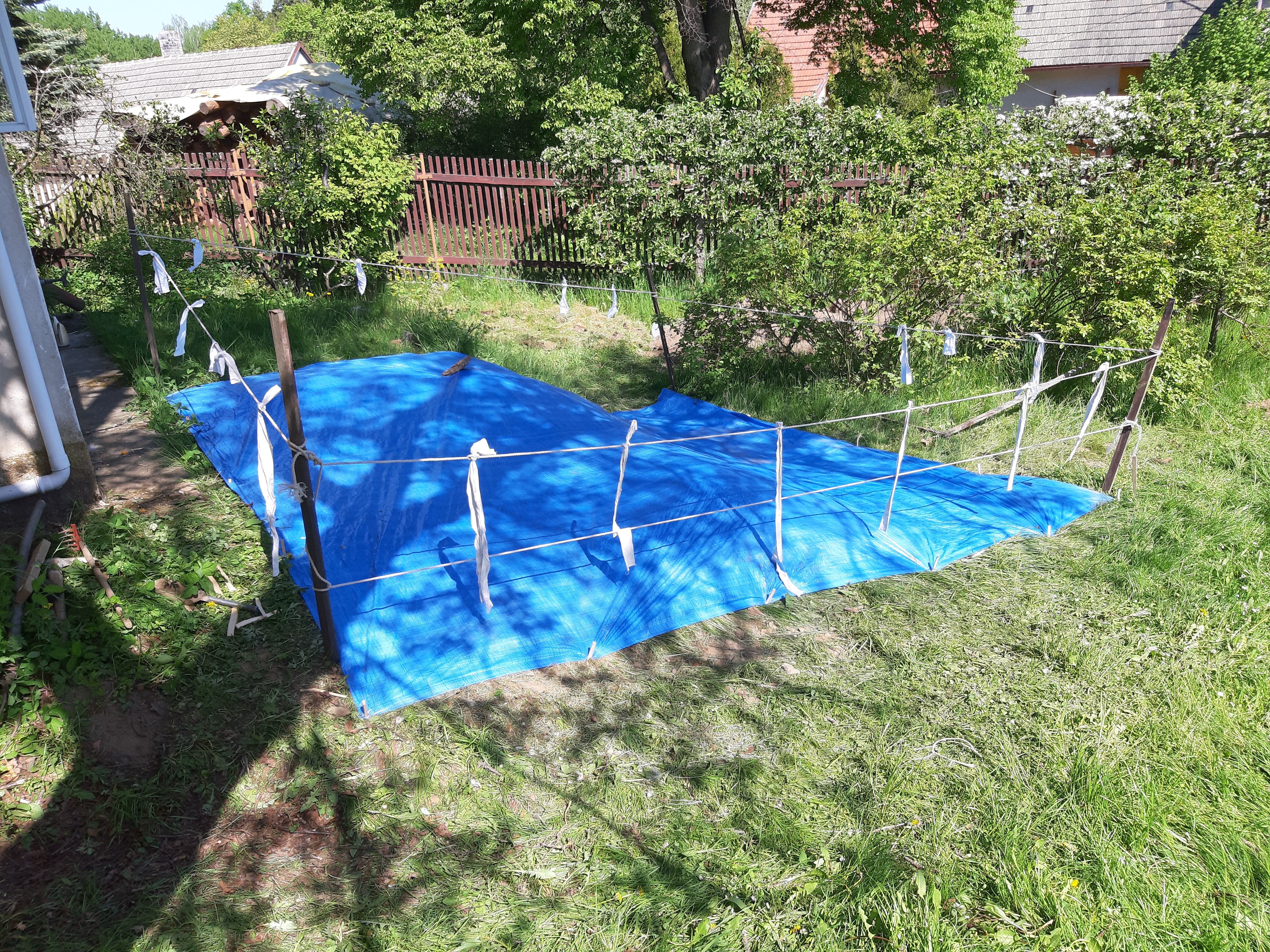
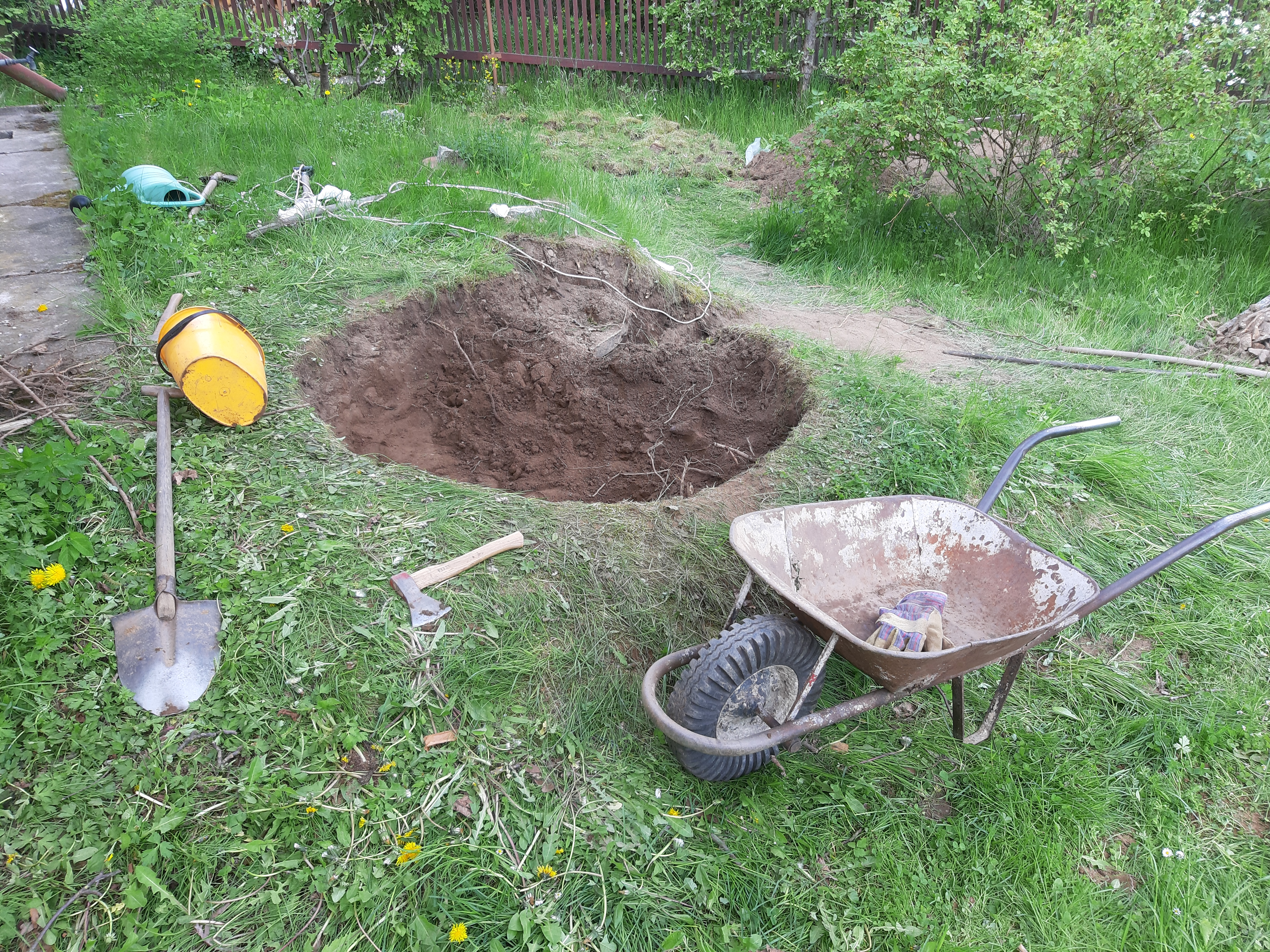
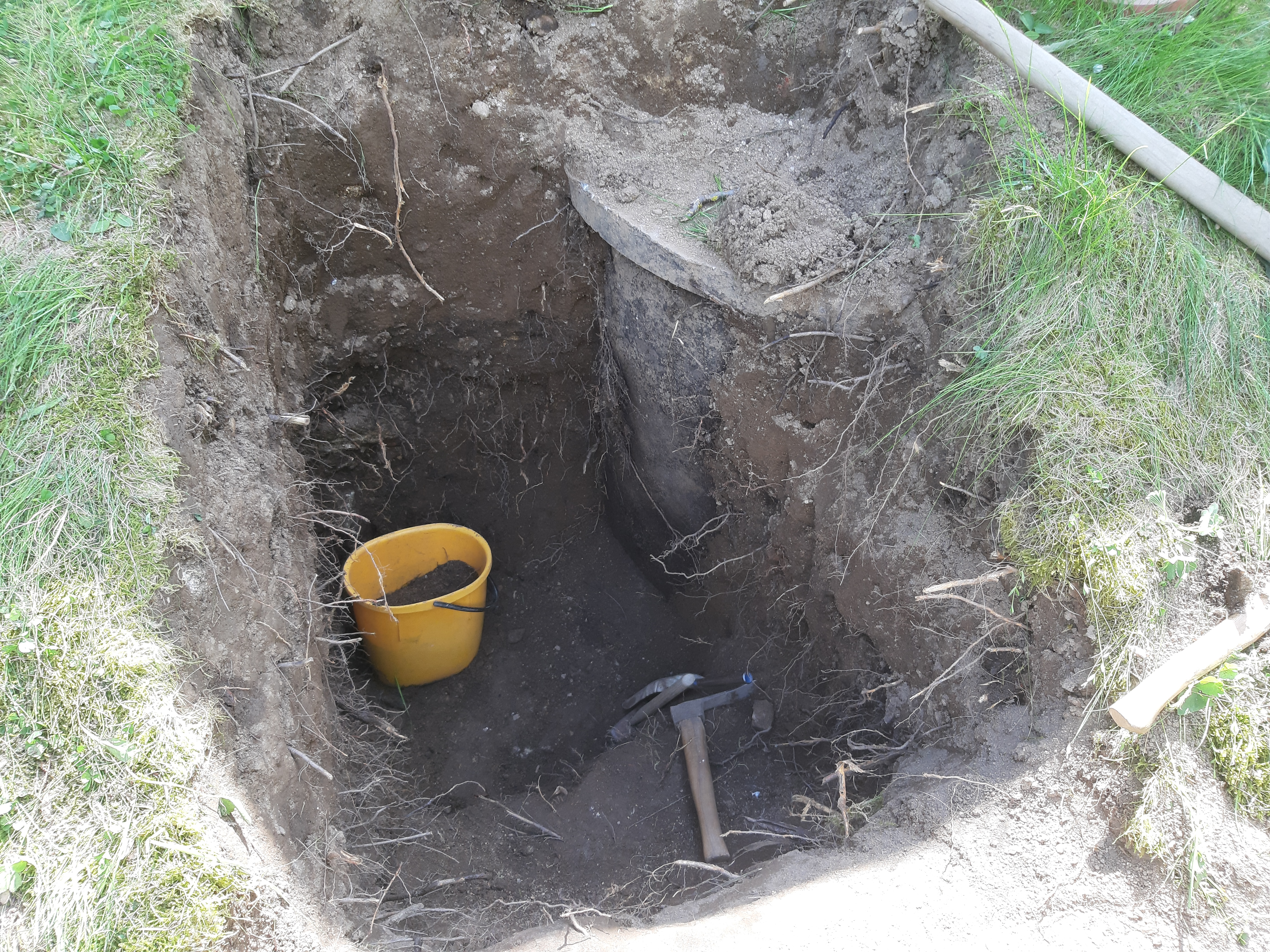

## Джерело
- Рєзниченко П. Т. Земляні роботи // Українська радянська енциклопедія : у 12 т. / гол. ред. М. П. Бажан ; редкол.: О. К. Антонов та ін. — 2-ге вид. — К. : Головна редакція УРЕ, 1979. — Т. 4 : Електрод — Кантаридин. — 558, [2] с., [34] арк. іл. : іл., портр., карти + 1 арк с., стор. 261